# Колініченко Анатолій Федорович
Анатолій Федорович Колініченко (нар. 30 жовтня 1937, місто Орськ, тепер Орнбурзької області, Російська Федерація) — радянський діяч, 1-й секретар Оренбурзького обласного комітету КПРС. Член ЦК КПРС у 1990—1991 роках. Доктор технічних наук, професор (1992).

## Життєпис
У 1956 році закінчив Орський індустріальний технікум за спеціальністю «Промислове та цивільне будівництво».
З 1956 року працював теслярем, техніком, майстром тресту «Півдуралважбуд» Оренбурзької області.
У 1964 році закінчив Саратовський політехнічний інститут за спеціальністю «Промислове та цивільне будівництво».
У 1964—1973 роках — майстер, виконроб, старший виконроб будівельного управління, начальник відділу, заступник керуючого тресту «Орськжитлобуд» Оренбурзької області.
Член КПРС з 1966 року.
У 1973—1976 роках — завідувач відділу Орського міського комітету КПРС Оренбурзької області.
У 1976—1980 роках — керуючий тресту «Орськжитлобуд» Оренбурзької області.
Закінчив заочно аспірантуру Челябінського політехнічного інституту, захистив кандидатську дисертацію.
У 1980—1984 роках — 2-й секретар Орського міського комітету КПРС Оренбурзької області.
У 1984—1986 роках — 1-й секретар Орського міського комітету КПРС Оренбурзької області.
У 1986—1988 роках — заступник, 1-й заступник голови виконавчого комітету Оренбурзької обласної ради народних депутатів.
У 1988 — 25 серпня 1989 року — 2-й секретар Оренбурзького обласного комітету КПРС.
25 серпня 1989 — 23 серпня 1991 року — 1-й секретар Оренбурзького обласного комітету КПРС.
Одночасно, в квітні — листопаді 1990 року — голова Оренбурзької обласної ради народних депутатів.
З 1991 року — професор Оренбурзького державного університету. Одночасно працював на посаді виконавчого директора науково-технічного центру «Промбезпека-Оренбург».

## Нагороди і звання
- орден «Знак Пошани»
- медалі
- Почесний працівник вищої освіти Росії
- Почесний громадянин міста Орська (1986)